# Bisbat de Pusan
El bisbat de Pusan (coreà: 부산교구); llatí: Dioecesis Pusanensis) és una seu de l'Església catòlica a Corea del Sud, sufragània de l'arquebisbat de Daegu.
Al 2018 tenia 454.890 batejats d'un total de 5.613.436 habitants. Actualment està regida pel bisbe Joseph Son Sam-seok.

## Territori
La diòcesi comprèn els següents territoris de Corea del Sud:
- les àrees metropolitanes de Pusan i Ulsan;
- la ciutat de Yangsan i part de la ciutat de Gimhae i Miryang a la província de Gyeongsangnam-do.

La seu episcopal és la ciutat de Busan, on es troba la catedral de Sagrada Família
El territori s'estén sobre 3.267 km² i està dividit en 124 parròquies

## Història
El vicariat apostòlic de Pusan va ser erigit el 21 de gener de 1957 butlla Quandoquidem novas del papa Pius XII, prenent el territori del vicariat apostòlic de Taiku (avui arquebisbat de Daegu).
El 10 de març de 1962 el vicariat apostòlic va ser elevat a diòcesi, en el context de la institució de la jerarquia eclesiàstica coreana, amb la butlla Fertile Evangelii semen del papa Joan XXIII.
El 15 de febrer de 1966 vedí una porció del seu territori a benefici de l'erecció de la diòcesi de Masan.

## Cronologia episcopal
- John A. Choi Jae-seon † (26 de gener de 1957 - 19 de setembre de 1973 renuncià)
- Gabriel Lee Gab-sou † (5 de juny de 1975 - 28 d'agost de 1999 ritirato)
- Augustine Cheong Myong-jo † (28 d'agost de 1999 - 1 de juny de 2007 mort)
- Paul Hwang Cheol-soo (21 de novembre de 2007 - 18 d'agost de 2018 renuncià)
- Joseph Son Sam-seok, des del 10 d'abril de 2019[1]

## Estadístiques
A finals del 2018, la diòcesi tenia 454.890 batejats sobre una població de 5.613.436 persones, equivalent al 8,1% del total.
| any  | població | població  | població | sacerdots | sacerdots       | sacerdots       | sacerdots             | diàques | religiosos | religiosos | parroquies |
| ---- | -------- | --------- | -------- | --------- | --------------- | --------------- | --------------------- | ------- | ---------- | ---------- | ---------- |
| any  | batejats | total     | %        | total     | clergat secular | clergat regular | batejats por sacerdot | diàques | homes      | dones      |            |
| 1970 | 75.477   | 2.604.055 | 2,9      | 67        | 52              | 15              | 1.126                 |         | 16         | 140        | 36         |
| 1980 | 121.409  | 3.776.180 | 3,2      | 77        | 58              | 19              | 1.576                 |         | 19         | 410        | 53         |
| 1990 | 256.722  | 4.994.626 | 5,1      | 103       | 82              | 21              | 2.492                 |         | 34         | 766        | 69         |
| 1999 | 346.049  | 5.436.475 | 6,4      | 180       | 162             | 18              | 1.922                 |         | 35         | 746        | 91         |
| 2000 | 357.593  | 5.415.446 | 6,6      | 189       | 169             | 20              | 1.892                 |         | 43         | 757        | 92         |
| 2001 | 368.436  | 5.368.563 | 6,9      | 201       | 179             | 22              | 1.833                 |         | 43         | 867        | 92         |
| 2002 | 375.098  | 5.370.679 | 7,0      | 212       | 189             | 23              | 1.769                 |         | 49         | 765        | 93         |
| 2003 | 374.532  | 5.449.037 | 6,9      | 240       | 215             | 25              | 1.560                 |         | 46         | 381        | 98         |
| 2004 | 379.030  | 5.437.906 | 7,0      | 249       | 225             | 24              | 1.522                 |         | 51         | 661        | 95         |
| 2010 | 415.157  | 5.538.219 | 7,5      | 295       | 274             | 21              | 1.407                 |         | 43         | 834        | 110        |
| 2012 | 422.012  | 5.560.101 | 7,6      | 321       | 304             | 17              | 1.314                 |         | 29         | 619        | 119        |
| 2015 | 442.392  | 5.617.267 | 7,9      | 327       | 310             | 17              | 1.352                 |         | 31         | 636        | 123        |
| 2018 | 454.890  | 5.613.436 | 8,1      | 339       | 315             | 24              | 1.341                 |         | 38         | 682        | 124        |